# Carmen (Oklahoma)
Carmen – miasto w Stanach Zjednoczonych, w stanie Oklahoma, w hrabstwie Alfalfa.